# Mary Rinehart

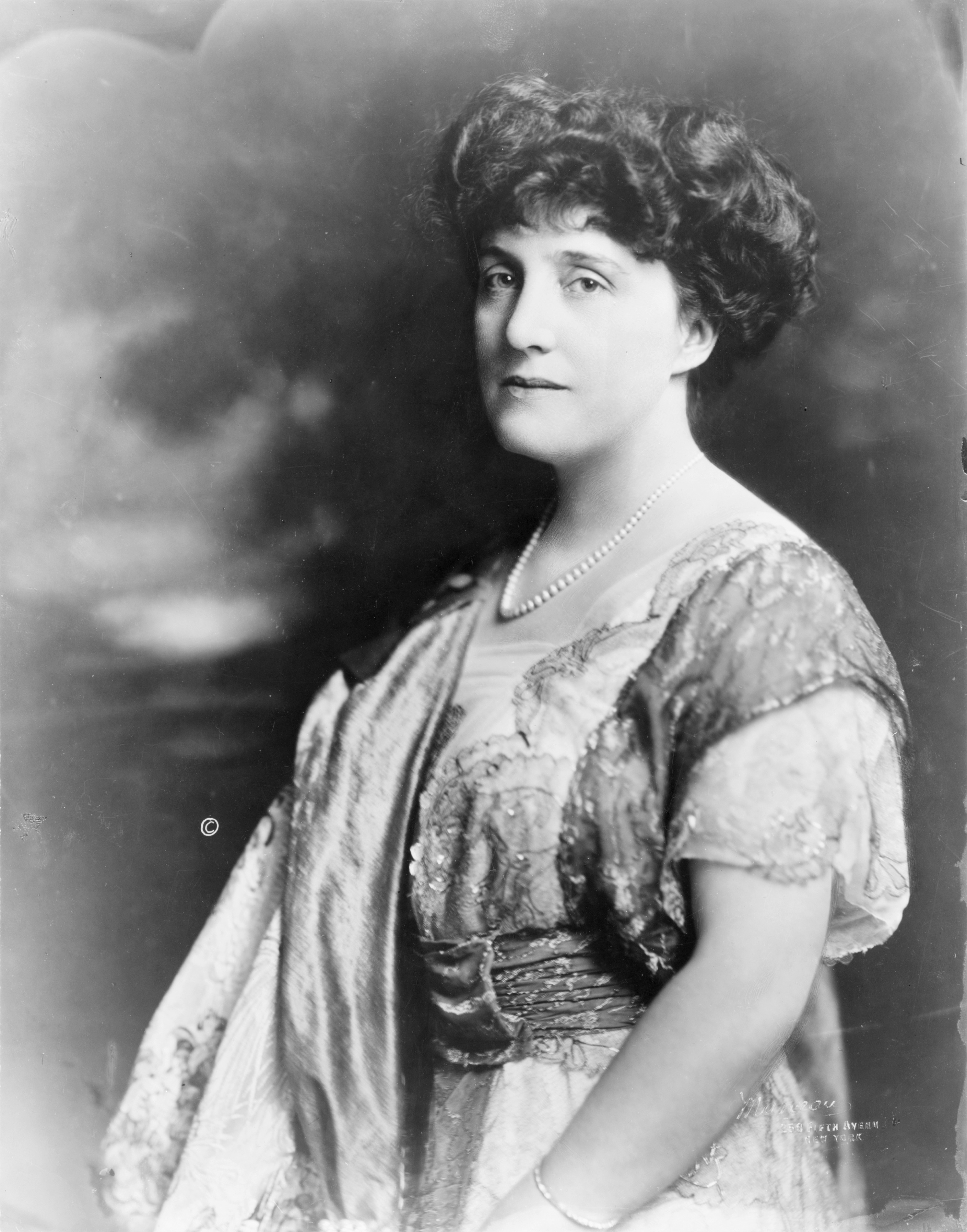
Mary Rinehart

Mary Ella Rinehart (ur. 12 sierpnia 1876, zm. 22 września 1958) – pisarka amerykańska, najbardziej znana ze swych dziwnych opowieści o znakomicie zawiązanych intrygach, w których łączyła elementy humoru i grozy. Popularność zdobyła swymi dwiema pierwszymi powieściami z lat 1908–1909 "Kręcone schody" (ang. The Circular Staircase) i "The Man in Lower Ten". "Kręcone schody" zostały zaadaptowane przez nią na sztukę teatralną "Nietoperz" (ang. The Bat) graną z powodzeniem w latach dwudziestych.
Większość jej powieści trzyma się określonego kanonu, w którym główna bohaterka odkrywa zbrodnię, ale w finale musi być broniona przed zbrodniarzem przez dzielnego detektywa. Napisała też całą serię zabawnych historyjek o ekscentrycznej starej pannie imieniem Tish.
Urodziła się jako Mary Ella Roberts w Allegheny (dziś przedmieście Pittsburgha) w Pensylwanii. Z zawodu pielęgniarka; doświadczenie zawodowe wykorzystała w kilku swych powieściach. 
W roku 1896 wyszła za mąż za Stanleya M. Rineharta, o czym wspomina w autobiograficznej powieści "My Story" (1931).